# Фінн Оле Беккер
Фінн Оле Беккер (нім. Finn Ole Becker; 8 червня 2000, Ельмсгорн, Німеччина) — німецький футболіст, півзахисник клубу «Хоффенхайм».

## Клубна кар'єра
Беккер — вихованець клубу «Санкт-Паулі». 14 квітня 2019 року в матчі проти «Армінії» він дебютував у Другій Бундеслізі. 29 вересня у поєдинку проти «Зандхаузена» Фінн Оле забив свій перший гол за «Санкт-Паулі». Влітку 2022 року Беккер перейшов у «Гоффенхайм». підписавши контракт на чотири роки. 14 жовтня у матчі проти «Шальке-04» він дебютував у Бундеслізі.

## Кар'єра в збірній
12 листопада 2017 року Беккер дебютував за збірну Німеччини U18 під керівництвом тренера Гвідо Штрайхсбіра у віці 17 років у товариському матчі. Він вийшов у стартовому складі в матчі проти збірної Італії (3–1) і був замінений на Ніка Бетцнера на 70-й хвилині гри.
Після виступів за збірні Німеччини U19 і U20 він дебютував за збірну U21 у вересні 2019 року у відбірковому матчі Чемпіонату Європи U21 проти Сан-Марино. Після того, як Ансгара Кнауффа виключили через травму, Беккера викликали на чемпіонат Європи 2023 року. Однак на чемпіонаті Європи він вийшов лише в заключному груповому матчі проти Англії, а Німеччина вибула на груповому етапі.